# Mostaganem (provins)

Mostaganems provins i Algeriet

Mostaganem (arabiska: ولاية مستغانم) är en provins (wilaya) i nordvästra Algeriet. Provinsen har 746 947 invånare (2008). Mostaganem är huvudort.

## Administrativ indelning
Provinsen är indelad i 10 distrikt (daïras) och 32 kommuner (baladiyahs).